# Кайдан (фильм, 2007)
«Кайдан» (яп. 怪談 , англ. Kaidan) — японский фильм ужасов 2007 года режиссёра Хидэо Накаты.

## Сюжет
250 лет тому назад. Соэцу, мелкий ростовщик, пришёл за своим долгом к самураю Синдзаэмону. Но подлый Синдзаэмон не имел намерений возвращать деньги и жестоко расправился с ростовщиком.  Его тело было сброшено в Касанэ-га-фути — омут  реки. Согласно легенде, тот, кто упадёт в её воды , никогда снова не всплывет на поверхность. Двадцать лет спустя Синкити (Кикуносуке Оное),  сын Синдзаемона, случайно знакомится с Тоёсигой, дочерью Соэцу. Их охватывает пылкое чувство любви.
Когда Тоёсига умирает от странной болезни, Синкити обнаруживает, что  его жизнь превращается в ад. Таинственные несчастья прошлого и любовь Тоёсиги продолжают преследовать его.

## В ролях
- Кикуносуке Оное
- Хитоми Куроки
- Кумико Асо
- Мао Иноуэ
- Таэ Кимура
- Куроэмон Оноэ
- Кэн Мицуиси